# Balasan

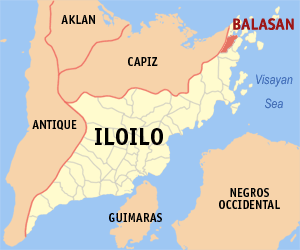
Bản đồ Iloilo với vị trí của Balasan

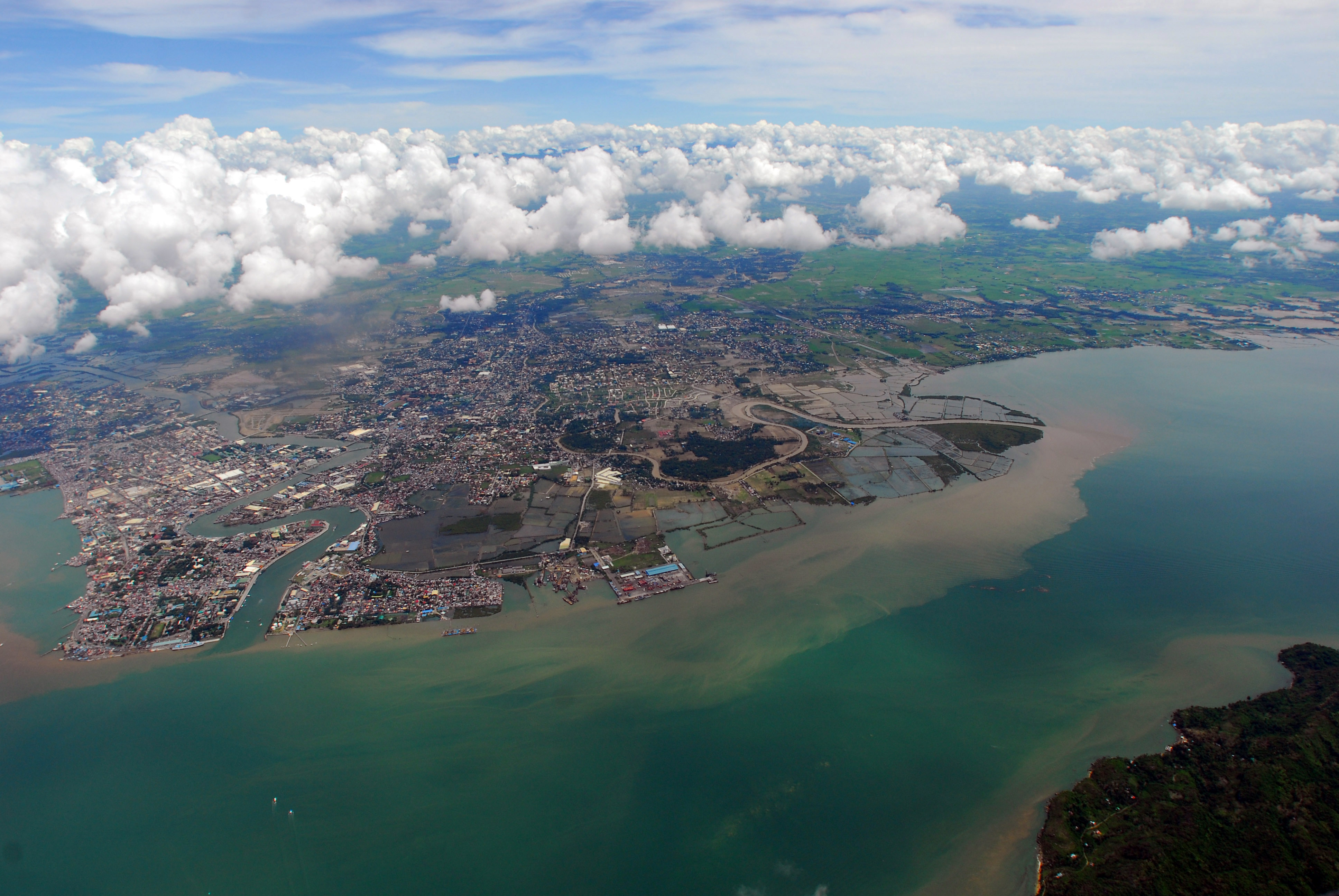
Balasan

Balasan là một đô thị hạng 4 ở tỉnh Iloilo, Philippines. Theo điều tra dân số năm 2000 của Philipin, đô thị này có dân số 25.474 người trong 5.109 hộ.

## Các đơn vị hành chính
Balasan được chia ra 23 barangay.
| - Aranjuez - Bacolod - Balanti-an - Batuan - Cabalic - Camambugan - Dolores - Gimamanay - Ipil - Kinalkalan - Lawis - Malapoc | - Mamhut Norte - Mamhut Sur - Maya - Pani-an - Poblacion Norte - Poblacion Sur - Quiasan - Salong - Salvacion - Tingui-an - Zaragosa |